# تکیلا، خالیسکو
تکیلا، خالیسکو (به اسپانیایی: Tequila, Jalisco) یک شهرک در مکزیک است که در خالیسکو واقع شده‌است.بخش‌های تاریخی این شهر در سال ۲۰۰۶ در فهرست میراث جهانی یونسکو به ثبت رسید.

## خصوصیات
تکیلا، خالیسکو ۳۵۶٫۱۴ کیلومترمربع مساحت و ۳۸٬۵۳۴ نفر جمعیت دارد و ۱٬۱۸۰ متر بالاتر از سطح دریا واقع شده‌است.

## خواهرخوانده
شهر پیسکو خواهرخواندهٔ تکیلا، خالیسکو هست.